# Кубок Норвегии по футболу 1909
Кубок Норвегии по футболу 1909 (норв. Norgesmesterskapet i fotball for menn 1909) — 8-й розыгрыш Кубка Норвегии по футболу. Турнир проводился в сентября 1909 года. Участие в турнире принимали чемпионы местных ассоциаций 1909 года, за исключением Эстфолл и Кристиании, где был проведен отдельный квалификационный турнир для кубка. «Люн» выиграл второй кубок подряд.

## Первый раунд
| Команда 1        | Результат | Команда 2   |
| ---------------- | --------- | ----------- |
| 18 сентября 1909 |           |             |
| Ульф (Драммен)   | 0:2       | Одд         |
| Йёвик-Люн        | 2:4       | Фредрикстад |

- Люн и Тронхейм Техникере получили уайлд-кард.

## Полуфинал
| Команда 1        | Результат | Команда 2          |
| ---------------- | --------- | ------------------ |
| 25 сентября 1909 |           |                    |
| Люн              | 9:2       | Фредрикстад        |
| Одд              | 2:0       | Тронхейм Техникере |

## Финал
| Люн | 4:3 (доп.время) | Одд |
| --- | --------------- | --- |
|     | (отчёт)         |     |